# Hereford Railway (Vereinigtes Königreich)

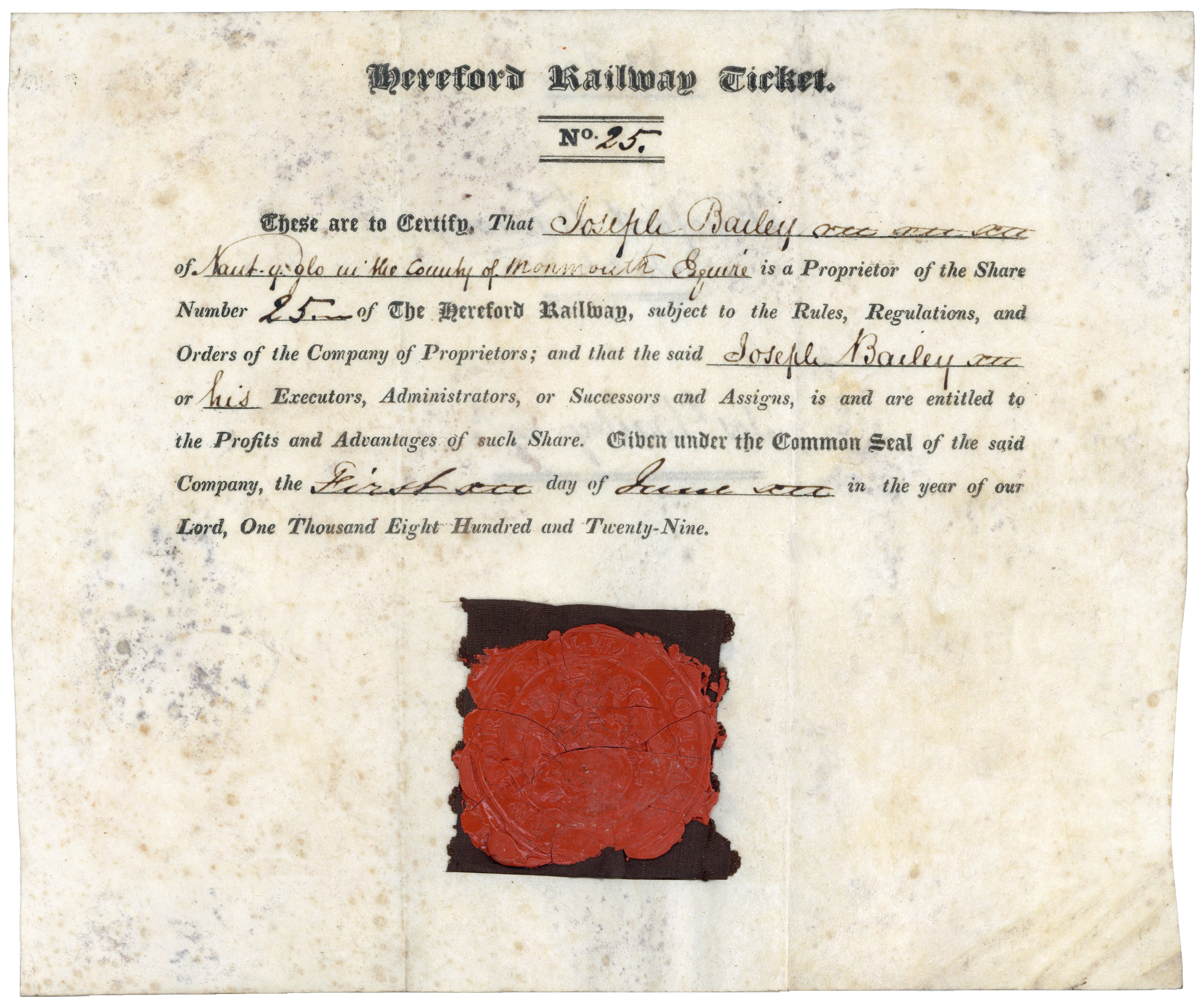
Aktie der Hereford Railway, ausgegeben am 1. Juni 1829, gedruckt auf Pergament, eingetragen auf Joseph Bailey in Nantyglo, County of Monmouth, Besitzer mehrerer Eisenwerke und Zechen, Politiker und ab 1837 Bankhausbetreiber

Hereford Railway war eine britische Eisenbahngesellschaft in Herefordshire in England.
Die Gesellschaft erhielt am 26. Mai 1826 die Konzession zum Bau einer Bahnstrecke von Monmouth Cap bei Pontrilas nach Wyebridge in Hereford. Als Eigenkapital wurden 19.460 Pfund festgesetzt. Größte Anteilseigner waren Parlamentsmitglieder Robert Price und J. G. Cotterill. Die Strecke wurde am 2. September 1829 eröffnet und stellte zusammen mit der Grosmont Railway eine Verbindung zwischen Hereford und dem Brecknock and Abergavenny Canal her. Die Gesellschaft wurde 1846 von der Newport, Abergavenny and Hereford Railway übernommen.